# سليمان الذييب
سليمان بن عبد الرحمن الذييب كاتب ومؤرخ سعودي من مواليد الزلفي في عام 1377هـ الموافق 1958م، يعمل أستاذاً في قسم التاريخ في كلية الآداب في جامعة الملك سعود.

## مؤلفاته المنشورة
- دراسة تحليلية للنقوش الآرامية القديمة في تيماء: المملكة العربية السعودية، الرياض: مكتبة الملك فهد الوطنية، (1994م).
- دراسة تحليلية لنقوش نبطية من شمال غرب المملكة العربية السعودية، الرياض: مكتبة الملك فهد الوطنية (1995م).
- الآثار والكتابات النبطية في منطقة الجوف، الرياض، مطبعة الخالد، (1996م) (بالاشتراك)
- نقوش الحجر النبطية، الرياض: مكتبة الملك فهد الوطنية، (1998م).
- نقوش ثمودية من المملكة العربية السعودية، الرياض: مكتبة الملك فهد الوطنية (1999م).
- نقوش قارا الثمودية بمنطقة الجوف: المملكة العربية السعودية، الرياض، مؤسسة عبد الرحمن السديري الخيرية (2000م).
- المعجم النبطي، الرياض: مكتبة الملك فهد الوطنية (2000م).
- دراسة لنقوش ثمودية من جُبة حائل: المملكة العربية السعودية، الرياض: مكتبة الملك فهد الوطنية، (2000م).
- مدخل إلى قواعد النقوش النبطية، الرياض: مطبعة الخالد، (2001م).
- نقوش أم الجذايذ النبطية، الرياض: مكتبة الملك فهد الوطنية، (2002م).
- نقوش ثمودية من سكاكا (قاع فريحة، والطوير، القدير): المملكة العربية السعودية، الرياض: مكتبة الملك فهد الوطنية، (2002م).
- نقوش صفوية من شمالي المملكة العربية السعودية، الرياض: مؤسسة عبد الرحمن السديري الخيرية، (2003م).[2]
- نقوش ثمودية جديدة في الجوف، المملكة العربية السعودية، الرياض: مكتبة الملك فهد الوطنية (2003م).
- الأوجاريتيون والفينيقيون: مدخل تاريخي، الرياض: الجمعية التاريخية السعودية: بحوث تاريخية، الإصدار السابع عشر، (1425هـ/ 2004م).
- منطقة الرياض: التاريخ السياسي والحضاري القديم، الرياض: مؤسسة التراث،(1426هـ/ 2005م).
- نقوش نبطية في الجوف، العلاء، تيماء: المملكة العربية السعودية، الرياض: مكتبة الملك فهد الوطنية، (11426هـ/ 2005م).
- معجم المفردات الآرامية القديمة: دراسة مقارنة، الرياض: مكتبة الملك فهد الوطنية، (1427هـم2006م).
- نقوش تيماء الآرامية، الرياض: مكتبة الملك فهد الوطنية، (2007م).
- الكتابة في الشرق الأدنى القديم من الرمز إلى الأبجدية، بيروت: الدار العربية للموسوعات،(1428هـ/2008م).
- مدونة النقوش النبطية في المملكة العربية السعودية، الرياض: دارة الملك عبد العزيز، (2010م) (مجلدان).
- قواعد اللغة النبطية، الرياض: مكتبة الملك فهد الوطنية، (1432هـ/2011م)
- التاريخ السياسي للأنباط، الرياض: الهيئة العامة للسياحة والآثار (الهيئة العامة للسياحة والتراث الوطني حاليا), (2011م).
- ددن عاصمة مملكتي دادان ولحيان: التقرير الأولي للموسم الثامن 2011م، الرياض: دراسات أثرية (2), الجمعية السعودية للدراسات الأثرية، (2013م).
- الحياة الاجتماعية في منطقة حائل. 2019.
- الكتابات القديمة في المملكة العربية السعودية. كتاب المجلة العربية 2019.[3]
- نقوش عربية قديمة وإسلامية من منطقة نجران المملكة العربية السعودية. جامعة الملك سعود 2020. [بالاشتراك مع د. محمد الحاج].[4]
- الحياة الإجتماعية في منطقة حائل من خلال النقوش الثمودية. دائرة الثقافة والسياحة في أبو ظبي (2019م).[5]
- الكتابات العربية القديمة: مدخل تاريخي. مركز الملك فيصل للبحوث والدراسات الإسلامية (2025).[6]

## الكتب المترجمة
- مقدمة كتاب نقوش المقابر النبطية في مدائن صالح، مانشيستر: جامعة أكسفورد، جامعة، بريطانيا، (1993م), ص ص: 5-55.